# Sei Mangkei
Sei Mangkei is een bestuurslaag in het regentschap Simalungun van de provincie Noord-Sumatra, Indonesië. Sei Mangkei telt 3124 inwoners (volkstelling 2010).